# Paul Greifzustadion
Het Paul Greifzustadion is een multifunctioneel stadion in Dessau-Roßlau, een stad in Duitsland. Het is vernoemd naar Paul Greifzu (1902–1952), een Duits autosportcoureur. Het stadion werd geopend in 1952.
Het stadion wordt vooral gebruikt voor voetbalwedstrijden, de voetbalclub SV Dessau 05 maakt gebruik van dit stadion. Er kunnen ook atletiekwedstrijden gespeeld worden. In 2009 werden er twee wedstrijden gespeeld op het Europees kampioenschap voetbal mannen onder 17. Een groepswedstrijd en de halve finale tussen Duitsland en Italië. In het stadion ligt een grasveld met een atletiekbaan eromheen. Er is plaats voor 20.000 toeschouwers. 
Halverwege de jaren 90 kwamen er plannen om het stadion te renoveren. Het stadion is toen in verschillende stappen gemoderniseerd en uitgebreid. Zo kwamen er meer faciliteiten voor atletiek. Onder andere voor kogelstoten, speerwerpen, hoogspringen, polsstokhoogspringen en discuswerpen. Deze renovatie werd afgerond in 1997. Ook in 2002 en 2004 vonden er renovaties plaats.